# Chelibranchus fletcheri
Chelibranchus fletcheri là một loài chân đều trong họ Desmosomatidae. Loài này được Paul & George miêu tả khoa học năm 1975.